# Nécropole tumulaire de Conliège
La nécropole tumulaire de Conliège est un ensemble de tumulus situé à Conliège dans le Jura en Franche-Comté. Cet ensemble est inscrit aux monuments historiques depuis 1993.